# غبيراء عالية
الغبيراء العالية (باللاتينية: Sorbus eminens) نوع نباتي شجري يتبع جنس الغبيراء من الفصيلة الوردية.